# Життя як диво
«Життя́ як ди́во» (серб. Живот је чудо) — художній фільм спільного виробництва Сербії і Чорногорії та Франції 2004 року. Режисер і продюсер — Емир Кустуриця.

## Сюжет
Боснія. 1992 рік. Лука — дивакуватий інженер, який залишив рідний Белград заради маленького містечка. Він одержимий ідеєю побудувати залізницю, що сполучає Сербію та Боснію. Дружина Луки — оперна співачка Ядранка — страждає від душевної хвороби, син Мілош хоче з місцевої футбольної команди перебратися до столичного «Партизана». Тим часом, в Югославії відбуваються значні політичні зміни. Ці зміни позначаються і на житті маленького містечка. Під час полювання на ведмедя кілер вбив мера міста — ненажеру, бабія, але людину, не позбавленої певних позитивних якостей. По залізниці Луки в місто прибувають нові господарі, які побудували свою кар'єру на торгівлі наркотиками. Прийшла звістка, що Мілоша забирають в армію. Одночасно з цим йому повідомляють, що його чекають в «Партизані». Під час свята, присвяченого купівлі нового локомотива, проводам Мілоша та представленням нового мера міста, дружина Луки втекла з угорцем-мультиінструменталістом. У той же день капітану Алексичу сказали, що почалась війна. Капітан Алексич — це відданий батьківщині офіцер, який усвідомлює всю безглуздість війни, що почалася.
Незабаром Лука дізнався, що його син потрапив у полон. Лука рветься в бій, на місце Мілоша, але капітан Алексич його не пускає. Через деякий час приятель Мілоша запропонував йому забрати собі полонену дівчину-боснійку, щоб згодом обміняти її на Мілоша. Лука погодився, і полонена дівчина на ім'я Сабаха поселилась у нього в будинку. Між ними виникли близькі стосунки. Незабаром повернулась дружина Луки — Ядранка. Лука та Сабаха збираються бігти за кордон, але біля річки Дрини Сабаху поранили боснійські партизани. Шлях в єдиний на всю округу госпіталь при військовій частині виявляється вкрай довгим. Але Сабаха, втративши багато крові, вижила.
Несподівано для закоханих з'ясувалось, що Сабаха включена в списки на обмін між учасниками конфлікту. Проти волі самої Сабахи її обміняли, тим самим розлучаючи з Лукою. Повернувся додому й Мілош.
Війна закінчилась. Сім'я повернулась у свій будинок біля залізничної станції. Лука відчуває, що не зможе так жити, і намагається вчинити самогубство — лягає на рейки біля одного з тунелів, але між ним і поїздом встає ослиця, яка періодично виникає у фільмі як символ безнадійної любові. Останній кадр фільму символічний: Лука і Сабаха, осідлавши ослицю, біжать від усього того, що заважає їх любові.

## В ролях
- Славко Штімац — Лука Джурич
- Наташа Шолак — Сабаха
- Весна Тривалич — Ядранка Джурич
- Вук Костич — Мілош Джурич
- Александар Берчек — Вельо
- Стрибор Кустуріца — Капітан Алексич
- Мір'яна Каранович — Нада
- Браніслав Лалевич — Радован
- Нікола Койо — Филипович

## Знімальна група
- Режисер — Емир Кустуриця
- Продюсери — Емир Кустуриця, Майя Кустуриця, Ален Сарде
- Автори сценарію — Емир Кустуриця, Ранко Бозич
- Композитори — Емир Кустуриця, Деян Спараволо
- Оператор — Мішель Аматью
- Художник — Міленко Єемич
- Монтаж — Светолік Зайц

## Художня цінність
Як і в багатьох інших своїх фільмах, Кустуриця висловив антивоєнну позицію, неприязно відгукнувшись про сепаратистів, які розв'язали Югославську війну, і про ООН, але, як завжди, не втратив оптимізму та життєрадісності.
«Життя як диво» був номінований на «Золоту пальмову гілку», але критики зустріли цей фільм досить стримано, на відміну від попередніх фільмів Кустуриці. Режисера звинуватили в самоповторі та в затягуванні фільму, в той же час відзначаючи бездоганно професійну роботу.

## Цікаві факти
- Зйомки фільму тривали 13 місяців практично без перерви: знімальній групі не щастило з погодою, до того ж Кустуриця постійно переписував сценарій.
- Роль капітана Алексича зіграв син режисера Стрибор Кустуриця.
- Син головного героя, Мілош Джуріч цитує Ейнштейна, надходить на службу в армію в місто Нові-Сад, звідки родом перша дружина Ейнштейна сербка Мілєва Марич, і носить ім'я її батька — Мілош.

## Саундтрек
1. The No Smoking Orchestra — In the beginning
2. The No Smoking Orchestra — Evergreen
3. The No Smoking Orchestra — Wanted man
4. The No Smoking Orchestra — Kiss the mother
5. The No Smoking Orchestra — Moldavian song
6. The No Smoking Orchestra — Vasja
7. The No Smoking Orchestra — Dying song
8. The No Smoking Orchestra — Looking for Luka
9. The No Smoking Orchestra — Ovo je muski svet
10. The No Smoking Orchestra — Fatal wounds
11. The No Smoking Orchestra — Who killed the D.J.
12. The No Smoking Orchestra — Karakaj
13. The No Smoking Orchestra — The waterfall
14. The No Smoking Orchestra — Gladno Srce
15. The No Smoking Orchestra — Looking for Sabaha
16. The No Smoking Orchestra — When life was a miracle
17. The No Smoking Orchestra — Moldavian song
БОНУС (тільки в спеціальному сербському виданні)
18. The No Smoking Orchestra — Kad sam bio mlađan lovac ja
19. The No Smoking Orchestra — Bye bye Dobrila
20. The No Smoking Orchestra — Leskovacki zvižđuk

## Нагороди
- 2004 — Приз французької національної системи освіти на фестивалі в Каннах.
- 2005 — Премія «Сезар» французької кіноакадемії найкращому фільму Європейського союзу.
- 2005 — Премія «Золотий глобус» найкращому європейському фільму.